# ماگدالنا پولیدو
ماگدالنا پولیدو (اسپانیایی: Magdalena Pulido‎) تدوین‌گر اهل اسپانیا بود. وی بین سال‌های ۱۹۴۷ تا ۱۹۷۸ میلادی فعالیت می‌کرد.
از فیلم‌هایی که وی در آن‌ها نقش داشته‌است، می‌توان به ال‌لازاریو دی تورمس و ابله تمام‌عیار اشاره نمود.